# Tethya asbestella
Tethya asbestella är en svampdjursart som beskrevs av Jean-Baptiste Lamarck 1815. Tethya asbestella ingår i släktet Tethya och familjen Tethyidae. Inga underarter finns listade i Catalogue of Life.